# Луисвил (тежък крайцер, 1930)
Луисвил (на английски: USS Louisville (CA-28)) е тежък крайцер на ВМС на САЩ от типа „Нортхамптън“. Построен е преди Втората световна война и участва в много от сраженията на Тихоокеанския театър на военните действия. Наречен е в чест на град Луисвил, щата Кентъки. Третият кораб във ВМС на САЩ с това име.

## История на службата
Заложен е на 4 юли 1928 г. във военноморската корабостроителница „Пюджет Саунд“ в Бремъртън, щата Вашингтон. Спуснат е на вода на 1 септември 1930 г. и на 15 януари 1931 г. влиза в строй като CL-28. Първият му командир е капитан 1-ви ранг (кептън) Едуард Дж. Маркуарт Първоначално влиза в състава на 5-ти крайцерски дивизион на разузнавателните сили. На 1 юли 1931 г., в съответствие с Лондонското съглашение, неговият номер на борда е изменен от CL-28 на CA-28. Тогава крайцерът е преведен в подкласа на тежките крайцери.
Има учебно плаване през лятото на 1931 г. „Луисвил“ тръгва от Бремертон за Ню Йорк през Панамския канал. През 1932 г. участва в ежегодните флотски учения в района на Сан-Педро-Сан Диего. Зимата на 1933 г. се насочва за Хаваите. През април 1934 г. крайцерът посещава портове в Централна Америка, Карибския басейн и източното крайбрежие. Пристигайки обратно в Калифорния в края на есента, „Луисвил“ участва в стрелби и тактически учения. През пролетта на 1935 г. е изпратен в Дъч Харбър (Аляска), оттам за Пърл Харбър за изпълнение на учебни задачи в състава на флота.
През 1936 г. е предаден на 6-ти дивизион, а на следващата година е върнат обратно в 5-ти. В протежение на 2 години се занимава с подготовка в Тихия океан. В течение на 1938 г. „Луисвил“ прави поход по Тихия океан, със спирки на Хаваите, Самоа, Австралия и Таити. През есента на 1940 г. е временно преведен в 7-ми дивизион, но през цялата война се числи към 4-ти дивизион. Зимата на 1940 г. участва в учения в Карибския басейн.
През 1940 г. – като неутрален кораб – извършва поход в Южна Африка, за да пренесе британско злато на сума 148 милиона долара за съхранение в САЩ. Крайцерът е натоварен в Саймънстаун, и се отправя за Ню Йорк. След това „Луисвил“ е преведен в Тихия океан.
На 7 декември 1941 г., по време на нападението на японците над Пърл Харбър, „Луисвил“ е на преход от остров Таракан, конвоирайки за Пърл Харбър два парахода. Оттам е изпратен в Сан Диего и включен в 17-то оперативно съединение (TF 17).
През март 1942 г. в състава на 11-то съединение (TF 11) „Луисвил“ участва в операциите в района на архипелага Бисмарк и Соломоновите острови. След тези операции се връща в Пърл Харбър, оттам отплава за корабостроителницата Мар Айлънд (Сан Франциско), където получава допълнително въоръжение. На 31 май, в състава на 8-мо съединение (TF 8), крайцерът е изпратен в района на Алеутските острови и по време на Операция „Котедж“ обстрелва Киска.
На 6 юни 1942 г. отплава от Сан Диего, и до 22 юни подсигурява прехвърлянето на американски войски на Самоа. На обратния път участва в рейдовете над Гилбъртовите острови и Маршаловите острови. По време на тях „Луисвил“ губи един от своите самолети.
На 11 ноември крайцерът напуска Сан Франциско и съпровожда войскови транспорти за Нова Каледония, а оттам за Еспириту Санто, връща се южната част на Тихия океан, а още на 29 януари 1943 г. участва в боя при остров Ренел в състава на 67-мо съединение (TF 67). Вечерта на същия ден взема на буксир повреденият крайцер „USS Chicago (CA-29)“.
През април 1943 г., в състава на 16-то съединение (TF 16), крайцерът отново е насочен към Алеутските острови. Там участва в битката за Ату. През януари 1944 г. кораба се връща в южната част на Тихия океан, където става флагман на контраадмирал Олдендорф. На 29 януари участва в бомбардировката на атола Вотие, а след това обстрелва Рой Намюр, и остава в района на Куаджалин до края на операциите на 3 февруари.
След това, през март, нанася удари по Палау, през април участва в боевете за атола Ениветак, островите Трук, през юни поддържа десанта на Сайпан и Тиниан, а след това за Гуам. В състава на 58-мо съединение (TF 58) оказва огнева поддръжка в хода на десанта на Пелелиу. На 18 октомври участва в битката в залива Лейте. След това влиза в 77-мо оперативно съединение (TF 77). В нощта на 5 януари, на прехода към залива Лингаен, крайцера получава попадения от 2 камикадзета и понася големи загуби в личния състав. Сред ранените е и командира на кораба Хикс. Повреденият крайцер е изпратен за Мар Айлънд за ремонт и се връща в района на бойните действия едва през април.
На 5 юни в боевете за Окинава крайцерът получава попадение от камикадзе. След ремонта, който завършва след войната, той е изпратен в Дариен (Манджурия) за евакуация на военнопленници, и през август-октомври подсигурява десанта на американските войски там. За службата в годините на войната „Луисвил“ е награден с 13 бойни звезди. Съпровожда капитулиралите японски кораби от Циндао в Дзинсен (Корея). След войната патрулира крайбрежието на Китай. На 17 юни 1946 г. във Филаделфия крайцерът е изведен в резерва и се премества в Атлантическия резервен флот. На 1 март 1959 г. е изключен от военноморските регистри, а на 14 септември е продаден на търг на корпорацията „Марлен Блуз“ (на английски: Marlene Blouse Corp), Ню Йорк. Откаран е за скрап и е разкомплектован в Панама.

## Командири на кораба
| Име                 | Оригина на името                | Встъпва в длъжност | Издава длъжността |
| ------------------- | ------------------------------- | ------------------ | ----------------- |
| Маркуарт Е. Д.      | на английски: Marquart E. J.    | 15 януари 1931     | декември 1932     |
| Канага Б. Л.        | на английски: Canaga B. L.      | декември 1932      | юни 1934          |
| Матюсън Р. В.       | на английски: Mathewson R. W.   |                    |                   |
| Лейтън Ф. Т.        | на английски: Leighton F. T.    |                    |                   |
| Фарбер У. С.        | на английски: Farber W. S.      |                    |                   |
| Джой Ч. Т.          | на английски: Joy C. T.         | октомври 1942      | юни 1943          |
| Уотърспуун А. С.    | на английски: Wotherspoon A. S. | юли 1943           |                   |
| Хърт С. Х.          | на английски: Hurt S. H.        |                    |                   |
| Тоунер-старши Д. К. | на английски: Towner Sr. G. C.  |                    |                   |
| Хикс Р. Л.          | на английски: Hicks, R. L.      |                    |                   |
| Никсън Е. Б.        | на английски: Nixon E. B.       | февруари 1941      | септември 1942    |

## Коментари
1. ↑  След модернизация.
2. ↑  Буквите показват принадлежността към определен класː ВВ – линкор, СС, CL, СА – съответно линеен, лек или тежък крайцер, CV – самолетоносач, DD – разрушител, SS – подводница и т.н.